# نورمن رید
نورمن رید (انگلیسی: Norman Read؛ ۱۳ اوت ۱۹۳۱ – ۲۲ مه ۱۹۹۴) دونده دو پیاده‌روی سرعت اهل نیوزیلند بود.
وی در مسابقات کشوری و بین‌المللی در مجموع برندهٔ ۱ مدال طلا، ۱ مدال برنز شده‌است.